# Alan Breck Stewart
Allan Breck Stewart foi um soldado escocês do século XVII e opunha-se ao rei George II de Inglaterra, a favor de Carlos Eduardo Stuart, conhecido como "Bonnie Prince Charlie" e "The Young Pretender".

## Vida e "The Appin Murder"
Allan Breck Stewart e os seus irmãos foram criados por um parente, James Stuart ("James de Glen"), em Appin, Escócia.
Em 1745, Stewart lutou no exército de George II na Batalha de Prestonpans, onde aparentemente terá desertado ou sido raptado por apoiantes de Charlie, vencedores da batalha.
Stewart passou para o lado Jacobita, combatendo em 1746 na Batalha de Culloden. Depois da sua derrota, Stewart fugiu para França, onde se juntou ao exército francês. Foi-lhe dada a tarefa de recolher impostos entre a população das Highlands escocesas e de recrutar soldados para a coroa francesa.
No dia 14 de Maio de 1752, Colin Roy Campbell foi assassinado e Stewart foi culpado pelo homicídio, tendo previamente ameaçado Campbell publicamente. No entanto, conseguiu evitar a captura, tendo sido julgado in absentia e condenado à morte. James de Glen foi igualmente julgado e posteriormente enforcado.
Allan Breck Stewart terá voltado para França, onde lutou no exército em várias batalhas contra a Inglaterra.

## Na ficção
Sir Walter Scott reuniu informação sobre Stewart na sua obra Rob Roy (publicada em 1817 e "Alan Breck" da obra Kidnapped de Robert Louis Stevenson foi baseada em Allan Breck Stewart.